# Tsimafei Zhukouski
Tsimafei Zhukouski (en biélorusse : Цімафей Жукоўскі) est un joueur croate de volley-ball né le 18 décembre 1989 à Minsk, Biélorussie. Il joue au poste de passeur.

## Palmarès

### Clubs
Championnat de Croatie:
- 2007, 2008, 2010
- 2009

Coupe de Croatie:
- 2008, 2009

Coupe d'Allemagne:
- 2016

Championnat d'Allemagne:
- 2016, 2017

Championnat du Monde des Clubs:
- 2017

Championnat d'Italie:
- 2018

Ligue des Champions:
- 2018

Supercoupe d'Italie:
- 2019

### Équipe nationale
Ligue Européenne:
- 2013

## Distinctions individuelles
- 2013: Meilleur serveur Ligue Européenne